# On the edge
On the edge is het vijfde en tevens laatste muziekalbum van The Babys. Keith Olsen kreeg de muziekgroep opnieuw de Sound City Studio in Los Angeles in. Het bleek de laatste stuiptrekking te zijn van de band. Tijdens de tournee besloten de heren het bijltje erbij neer te gooien en ging ieder zijn weg. Het album kreeg een tijdsduur die destijds alleen in de punkmuziek gewoon was. 
In het compact disc-tijdperk toen, de band allang was opgeheven, kwamen nog twee aanvullende releases, die teruggrepen op de tijd dat de band nog bestond.

## Musici
- John Waite - zang
- Wally Stocker – gitaar
- Ricky Phillips – basgitaar
- Jonathan Cain – toetsinstrumenten, gitaar en zang
- Tony Brock – slagwerk

met Anne Marie Leclerc: achtergrondzang "Gonna be somebody" en "Turn and walk away"

## Muziek
| Nr. | Titel                                                   | Duur |
| --- | ------------------------------------------------------- | ---- |
| 1.  | Turn and walk away (Waite, Cain)                        | 3:10 |
| 2.  | Sweet 17 (Waite, Stocker, Cain)                         | 2:47 |
| 3.  | She’s my girl (Waite, Stocker)                          | 3:17 |
| 4.  | Darker side of town (Waite, Cain)                       | 2:25 |
| 5.  | Rock’n’roll is (alive and well) (Waite, Cain, Phillips) | 4:07 |
| 6.  | Downtown (Waite, Stocker)                               | 3:36 |
| 7.  | Postcard (Waite, Stockerm Brock, Phillips)              | 2:41 |
| 8.  | Too far gone (Cain, Brock)                              | 2:53 |
| 9.  | Gonna be somebody (Waite, Cain, Brock)                  | 2:57 |
| 10. | Love won’t wait (Cain, Waite)                           | 3:01 |